# Oekraïense Galicische Partij
De Oekraïense Galicische Partij (Oekraïens: Українська Галицька партія, Ukrayins'ka Halyts'ka partiya, UHP) is een Oekraïense politieke partij die actief is in de regio Galicië, in het westen van het land. De partij heeft als ideologie de christendemocratie en streeft naar toetreding van Oekraïne tot de Europese Unie en de NAVO. De partij is gekant tegen de invloed van de Russische taal en cultuur in het land.

## Geschiedenis
De UHP werd na de Maidanrevolutie van 2014 opgericht en is sinds 2015 actief. In 2018 werd een beginselprogramma aangenomen en eveneens het motto "God - Mens - Oekraïne." Het hoofdkwartier van de partij is gevestigd in Lviv, in het westen van het land, de thuisbasis van de UHP. In aanloop naar de parlementsverkiezingen van 2019 ging de Galicische Partij een lijstverbinding aan met de liberale partij Holos. Holos won bij de verkiezingen twintig zetels, waarvan er drie naar de UHP gingen. 
Bij de regionale verkiezingen van 2020 won de UHP zes zetels in de Raad van het Oblast Lviv.
In juni 2021 verlieten tien leden van de fractie - waaronder alle leden van UGP - Holos en gingen over tot de oprichting van de partij Gerechtigheid.